# Lucien Perey
Clara Adèle Luce Herpin dite Lucien Perey, née à Carouge le 15 mars 1825 et morte le 11 avril 1914 à Paris 8e,, où elle est venue habiter en 1853, est une écrivaine et historienne française d'origine suisse.

## Biographie
Le père de Luce Herpin est le médecin français Théodore Herpin, qui a pratiqué de 1823 à 1838 à Carouge, puis à Genève de 1838 à 1856 et qui va vivre en 1856 à Paris chez Luce, qui habite Paris depuis 1853. La mère de Luce est Louise Perey, fille d'Antoine-Ami Perey, pasteur à Carouge,. Son nom de plume Lucien Perey est une combinaison du masculin de son prénom avec le nom de famille de sa mère.
Lucien Perey publie sur le tard de sa vie. Elle écrit surtout sur la société littéraire du XVIIIe siècle, d'abord en collaboration avec Gaston Maugras, puis seule. Elle est également autrice de quelques pièces de théâtre et de contes pour enfants.
Elle est inhumée au cimetière de Montmartre avec ses parents, dans la 28e division, avenue de la Croix, la tombe est sur la même ligne que le monument du baryton Paul-Bernard Barroilhet, (monument avec un buste), 7e tombe à droite.

## Publications

### Histoire
- L'abbé F. Galiani, correspondance, 2 vol., avec Gaston Maugras, Calmann-Lévy, 1881, prix Archon-Despérouses de l'Académie française en 1882.
- Une femme du monde au XVIIIe siècle, vol. I : La Jeunesse de madame d'Épinay d'après des lettres et des documents inédits, avec Gaston Maugras, Calmann-Lévy, 1882, prix Marcelin Guérin de l’Académie française en 1884, en ligne.
- Une femme du monde au XVIIIe siècle, vol II : Dernières années de madame d'Épinay, son salon et ses amis, d'après des lettres et des documents inédits, avec Gaston Maugras, Calmann-Lévy, 1883, prix Marcelin Guérin de l’Académie française en 1884, en ligne.
- La Vie intime de Voltaire aux Délices et à Ferney, 1754-1778, d'après des lettres et des documents inédits, avec Gaston Maugras, Calmann-Lévy, 1885.
- Histoire d'une grande dame au XVIIIe siècle, la princesse Hélène de Ligne, Calmann-Lévy, 1888.
- Un petit-neveu de Mazarin, Louis Mancini-Mazarini, duc de Nivernais, Calmann-Lévy, 1890, prix Halphen de l’Académie française en 1893.
- Histoire d'une grande dame au XVIIIe siècle, la comtesse Hélène Potocka Calmann-Lévy, 1890, lire en ligne sur Gallica, Anatole France, La jeune fille d’autrefois et la jeune fille d’aujourd’hui, dans La Vie littéraire  (wikisource)..
- La Fin du XVIIIe siècle ; le duc de Nivernais, 1754-1798, Calmann-Lévy, 1891.
- Le Président Hénault et Madame du Deffand. La cour du régent, la cour de Louis XV et de Marie Leczinska, 1893.
- Une princesse romaine au XVIIe siècle, Marie Mancini Colonna, d'après des documents inédits, Calmann Lévy, 1896. 5e édition numérisée.
- Le Roman du grand roi ; Louis XIV et Marie Mancini, d'après des lettres et documents inédits, Calmann Lévy, 1896.
- Charles de Lorraine et la cour de Bruxelles sous le régence de Marie-Thérèse, Calmann Lévy, 1903, lire en ligne sur Gallica.
- Une reine de douze ans : Marie Louise Gabrielle de Savoie, reine d'Espagne Calmann Lévy, 1905, lire en ligne sur Gallica.

### Théâtre et contes
- Eugène Ceiller et Lucien Perey : Une carrière d'occasion, dans Eugène Ceillier : Le Théâtre à la ville : comédie de cercles et de salons, 1882, lire en ligne sur Gallica.
- Zerbeline et Zerbelin, ou La princesse qui a perdu son œil, 1890, lire en ligne sur Gallica.
- La Forêt enchantée ou Tranquille et Vif-Argent, 1890, lire en ligne sur Gallica.
- Le Mardi de la vicomtesse, Calmann Lévy, comédie en un acte, 1892.
- Le Bouquet blanc : petite comédie en un acte, trois tableaux, Calmann Lévy, 1897.
- Histoire merveilleuse d'une pomme d'api, illustré par Henri Caruchet, Calmann Lévy, 1903.